# فيليبي سامبايو
فيليبي سامبايو (11 نوفمبر 1994 بساو باولو في البرازيل - ) هو لاعب كرة قدم برازيلي في مركز الدفاع. لعب مع باوليستا ونادي بوافيشتا ونادي سانتوس.

## وصلات خارجية
- فيليبي سامبايو على موقع قاعدة بيانات كرة القدم.إي يو (الإنجليزية)
- فيليبي سامبايو على موقع ليكيب (الفرنسية)
- فيليبي سامبايو على موقع Soccerbase.com (لاعب) (الإنجليزية)
- فيليبي سامبايو على موقع Soccerway.com (الإنجليزية)
- فيليبي سامبايو على موقع عالم كرة القدم.نت (الإنجليزية)
- فيليبي سامبايو على موقع AS.com (الإسبانية)